# Harestads kyrka
Harestads kyrka är en kyrkobyggnad i Kungälvs kommun. Den tillhör Harestads församling i Göteborgs stift.

## Historia
På den nuvarande kyrkans plats fanns tidigare en liten medeltida kyrka i romansk stil. Den revs 1853 för att ge plats åt en ny, som stod klar året därpå.

## Kyrkobyggnaden
Kyrkan är byggd i putsad granit med tegeltäckt tak. Planen utgörs av ett rektangulärt långhus med tresidig koravslutning i öster. I väster finns ett fyrkantigt kyrktorn med lanternin. Byggnaden har elva fönster och tre dörrar, samtliga rundbågade. Interiören är i klassicerande stil och hållen i en brungul färgton. Innertaket är tunnvälvt.

## Inventarier
- Dopfunt av täljsten från 1100-talet som består av endast en del, en fyrkantig cuppa. Höjd: 47 cm. Varje sida har ett nedsänkt fält med ett kors i relief. Den tillhör en grupp funtar tillverkade av mästarna Sven och Torbjörn och är välbevarad utan skador.[1]
- Ett dopfat i mässing är från 1500-talet.

### Orgel
Orgeln är ursprungligen byggd 1861 av Johan Nikolaus Söderling. Den byggdes om och utökades 1936 och byggdes om ytterligare en gång samt omdisponerades 1983. I båda fallen av Hammarbergs Orgelbyggeri AB. Instrumentet har nu fjorton stämmor, ljudande fasadpipor, två manualer och pedal.